# Henrietta Ónodi
Henrietta Ónodi (n. 22 mai 1974, Bichișciaba, Békés, Ungaria) este o gimnastă artistică ce a reprezentat Ungaria, medaliată olimpică. A participat la 2 ediții ale Jocurilor Olimpice (1992, 1996) în care a câștigat o medalie de aur și o medalie de argint.